# 华南国际港航服务中心
华南国际港航服务中心（英語：South China International Port & Shipping Service Center）是一栋位于中国广东省广州市黄埔区黄埔大道的超高层摩天大楼，于2018年建成。